# 지영옥
지영옥(본명: 김영옥, 1962년 4월 22일~)은 대한민국의 코미디언, 영화 배우인데, 대표작으로는 《쇼 비디오 자키》의 《쓰리랑 부부》에 출연할 때 "지씨(주인집 주인 지여옥 여사)"라는 캐릭터가 가장 유명하다.
한편, 1983년 6월 MBC 라디오 개그맨 콘테스트 3기로 데뷔했으나 관리상 문제 탓인지 라디오에서만 활동했고 같은 해 9월 MBC 라디오 개그맨 콘테스트 1기 출신 엄용수 등과 함께 KBS로 옮겼으며 1983년까지 개최된 MBC 라디오 개그맨 콘테스트 출신 중에서는 본인(지영옥) 엄용수 외에도  최양락(1기)(81년 9월 이적) 이상운(1기)(81년 9월 이적)이 KBS로 옮긴 후  빛을 볼 수 있었다.

## 주요 영화 출연
- 1992년 <영구 헐크와 형래 대부>
- 1992년 <귀신 잡는 닌자 꼴뚜기>
- 1992년 <영구 도사와 요술공주>
- 1992년 영구와 흡혈귀 드라큐라
- 1992년 돌아온 우뢰매 7

## 수상 경력
- 1990년 KBS 코미디 대상 여자 조연상

1. ↑  “컨테스트出身(출신) 개그맨 설자리없어 移籍(이적) 속출”. 매일경제. 1983년 12월 17일. 2024년 7월 5일에 확인함.
2. ↑  강일홍 (2018년 12월 23일). “[강일홍의 스페셜인터뷰⑱-최양락] 라디오 컴백 '새옹지마', "더 행복하다"”. 더팩트. 2024년 7월 5일에 확인함.
3. ↑  김지영 (2020년 5월 1일). “’현장르포 특종세상‘ 이상운, 건강 악화로 수술 네 번+기러기 아빠 삶도 청산”. 셀럽미디어. 2024년 7월 5일에 확인함.